# Tribune
Tribune é uma revista política socialista democrática fundada em 1937 e publicada em Londres, inicialmente como um jornal, transformando-se em revista semanal a partir de 2001. Embora seja independente, geralmente apoia o Partido Trabalhista, de esquerda. 
De 2008 a 2018, enfrentou sérias dificuldades financeiras até ser comprada pela Jacobin, no final de 2018, passando a ser publicada trimestralmente. Desde o seu relançamento, a revista ultrapassou 15 mil assinantes, mantendo, entre seus colunistas, políticos socialistas de alto perfil, como o ex-líder do Partido Trabalhista do Reino Unido, Jeremy Corbyn, o Vice-primeiro-ministro espanhol Pablo Iglesias e o ex-presidente boliviano Evo Morales. Em janeiro de 2020, foi escolhida como  plataforma por Rebecca Long-Bailey, para lançar sua campanha à liderança do Partido Trabalhista.